# Zbigniew Kwias
Zbigniew Michał Kwias (ur. 1941 w Słomowie, zm. 2 kwietnia 2025) – polski urolog, profesor nauk medycznych.

## Życiorys
Był absolwentem Akademii Medycznej w Poznaniu, w 1999 r. uzyskał tytuł profesora nauk medycznych. Został pracownikiem naukowym na Uniwersytecie Medycznym im. Karola Marcinkowskiego w Poznaniu, oraz wiceprezesem Polskiego Towarzystwa Urologicznego.
Był członkiem Komitetu Patofizjologii Klinicznej PAN. Został pochowany na poznańskim Cmentarzu Junikowo.

## Odznaczenia i wyróżnienia
- Krzyż Kawalerski Orderu Odrodzenia Polski (2005)[5]
- Honorowy Obywatel Śremu[2]